# Березівська сільська рада (Березівський район)
Березівська сільська́ ра́да (біл. Бярозаўскі сельсавет) — адміністративно-територіальна одиниця у складі Березівського району Берестейської області Білорусі. Адміністративний центр — місто Береза (не входить до складу).

## Склад
Населені пункти, що підпорядковувалися сільській раді станом на 2009 рік:
| Населений пункт | Тип  | Населення, осіб (2009) |
| --------------- | ---- | ---------------------- |
| Заріччя         | село | 297                    |
| Кругле          | село | 19                     |
| Леошки          | село | 157                    |
| Морможево       | село | 185                    |
| Новосілки       | село | 259                    |
| Подосся         | село | 135                    |
| Порослово       | село | 40                     |
| Светоч          | село | 453                    |
| Селовщина       | село | 133                    |
| Хомичі          | село | 140                    |

## Населення
За переписом населення Білорусі 2009 року чисельність населення сільської ради становила 1818 осіб.

### Національність
Розподіл населення за рідною національністю за даними перепису 2009 року:
| Національність               | Осіб | Відсоток |
| ---------------------------- | ---- | -------- |
| білоруси                     | 1725 | 94,88 %  |
| росіяни                      | 40   | 2,20 %   |
| поляки                       | 30   | 1,65 %   |
| українці                     | 17   | 0,94 %   |
| національність не вказана    | 2    | 0,11 %   |
| вірмени                      | 1    | 0,06 %   |
| молдовани                    | 1    | 0,06 %   |
| німці                        | 1    | 0,06 %   |
| дві та більше національності | 1    | 0,06 %   |
| Разом                        | 1818 | 100 %    |